# Caberea transversa
Caberea transversa är en mossdjursart som beskrevs av Harmer 1926. Caberea transversa ingår i släktet Caberea och familjen Candidae. Inga underarter finns listade i Catalogue of Life.